# Alcippe peracensis
Alcippe peracensis е вид птица от семейство Pellorneidae. Видът е незастрашен от изчезване.

## Разпространение
Разпространен е в Камбоджа, Лаос, Малайзия, Тайланд и Виетнам.